# Stampacchia-Medaille
Die Stampacchia-Medaille ist ein alle drei Jahre von der Unione Matematica Italiana (UMI) und der Ettore-Majorana-Stiftung verliehener Preis für Variationsrechnung und deren Anwendungen. Der Preisträger sollte im Alter unter 35 Jahren sein. Der Preis ist nach Guido Stampacchia benannt und mit einer Goldmedaille verbunden.

## Preisträger
- 2003 Tristan Rivière (ETH Zürich)[1]
- 2006 Giuseppe Mingione (Universität Parma)[1]
- 2009 Camillo De Lellis (Universität Zürich)
- 2012 Ovidiu Savin (Columbia University)[2]
- 2015 Alessio Figalli (University of Texas at Austin)[3]
- 2018 Guido De Philippis (Scuola Internazionale Superiore di Studi Avanzati)[4]
- 2021 Xavier Ros-Oton (Universität Barcelona)[5]
- 2024 Maria Colombo (École polytechnique fédérale de Lausanne)[6]